# Blond Ambition World Tour Live
Blond Ambition World Tour Live es un videoálbum de la cantante estadounidense Madonna, publicado exclusivamente en Laserdisc en diciembre de 1990 por la compañía Pioneer Artists. Contiene la grabación del último concierto de la gira Blond Ambition World Tour, realizado el 5 de agosto de ese año en el Stade Charles-Ehrmann de Niza (Francia). Antes del lanzamiento, la cadena HBO había transmitido el espectáculo como un especial televisivo titulado Live! Madonna: Blond Ambition World Tour 90, que se convirtió en el programa original con mayor audiencia en la historia del canal en ese momento. La decisión de publicarlo únicamente en Laserdisc surgió cuando se confirmó que Pioneer Artists sería el patrocinador oficial de la gira, sumado a que la empresa quería aprovechar la popularidad de Madonna para atraer a un nuevo sector demográfico y aumentar las ventas del formato.
Tras su publicación, Blond Ambition World Tour Live obtuvo en general reseñas positivas de la crítica. Además, le valió a Madonna el primer premio Grammy de su carrera tras ganar la categoría mejor vídeo musical de formato largo en la 34.° entrega, celebrada en febrero de 1992. Desde el punto de vista comercial, alcanzó el segundo puesto en la lista Top Videodisc Sales de Billboard y para octubre de 1994 había vendido más de 100 000 copias en Estados Unidos, por lo que se convirtió en el vídeo musical en formato Laserdisc más vendido en el país.

## Antecedentes

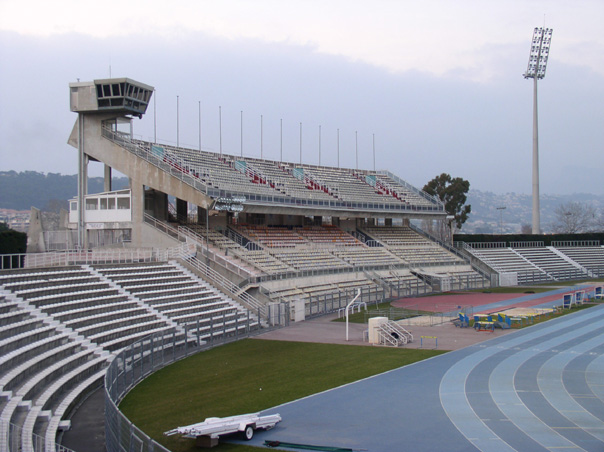
Stade Charles-Ehrmann en Niza (Francia), lugar donde se filmó el vídeo de Blond Ambition World Tour Live

El Blond Ambition World Tour fue la tercera gira musical de Madonna, realizada para promocionar su cuarto álbum de estudio Like a Prayer (1989) y la banda sonora I'm Breathless de la película Dick Tracy (1990), dirigida por Warren Beatty y coprotagonizada por la cantante. Inició el 13 de abril de 1990 en Tokio (Japón) y finalizó el 5 de agosto de ese año en Niza (Francia). El espectáculo estuvo dividido en cinco segmentos, Metropolis, Religious, Dick Tracy, Art Deco y un encore. Vincent Paterson, coreógrafo de la gira, explicó que «lo más importante que intentamos hacer [fue] cambiar la forma de dar los conciertos. En lugar de simplemente presentar canciones, queríamos combinar moda, Broadway, rock y arte escénico». El hermano de Madonna, Christopher Ciccone, fue el responsable de la dirección artística y el francés Jean-Paul Gaultier se encargó de todo el vestuario. La gira generó controversias en distintas ciudades como en Toronto, Roma o Londres por el uso de símbolos católicos, contenido sexual —especialmente durante la interpretación de «Like a Virgin» (1984)— y lenguaje soez. Más aún, el papa Juan Pablo II llamó a boicotear el concierto y lo calificó como «uno de los más satánicos en la historia de la humanidad». Aun así, obtuvo un éxito crítico y comercial, con elogios al vestuario y a los números artísticos. Recibió el premio Rolling Stone Critics Award a la mejor gira y fue nombrada la producción escénica más creativa en los Pollstar Concert Industry Awards. Además, se le reconoce por haber establecido el estándar para las siguientes presentaciones de rock durante el resto de la década. Con un total de 57 espectáculos realizados en diez países alrededor de Asia, América del Norte y Europa, recaudó 62 millones USD.
En mayo de 1990, Jonathan Takiff de The Pittsburgh Press informó que los primeros conciertos de la gira realizados en Japón fueron grabados y programados para ser publicados en formato Laserdisc por Pioneer Artists, el principal patrocinador de la gira, y también reportó que el último espectáculo en Niza sería transmitido por el canal MTV. Finalmente, dos meses después HBO confirmó que habían firmado un contrato con Madonna y que transmitirían el último concierto en lo que sería el primer especial televisivo de la cantante; Betty Bitterman, una de las ejecutivas de la cadena, declaró que «todo el mundo estaba detrás de este espectáculo, obviamente. Es un asunto muy importante que atrajo a todos los peces gordos. No nos preocupa ningún comentario negativo. Decidimos hacer el espectáculo y eso fue todo». El canal se acercó a Freddy DeMann —representante de Madonna— periódicamente durante un tiempo para expresar su interés en transmitir una actuación de la artista, siempre que ella eligiera hacer un programa de cable; según Bitterman, las negociaciones comenzaron en serio «cuatro o cinco meses atrás». Cuando se le preguntó si HBO editaría o censuraría el comportamiento «obsceno» de Madonna, Bitterman respondió: «No vamos a editar nada. No tenemos ninguna intención de moderarlo. Nuestra intención es presentarlo tal como ella lo presenta, de manera muy directa. Queremos que se sienta en vivo, como si estuvieras allí». No obstante, hubo mucha publicidad previa a la emisión que aconsejaba la «discreción de los padres». Durante la transmisión, Madonna dijo a las cámaras: «¿Saben lo que tengo que decirle a Estados Unidos? Que tengan un jodido sentido del humor, ¿de acuerdo? ¡Relájense!».

## Estreno y publicación
Titulado Madonna Live! Blond Ambition World Tour 90, el especial no fue un evento de pago, ya que HBO quería diferenciarse de su competencia, el canal por suscripción Showtime. En este sentido, Ron Miller del Chicago Tribune lo consideró un «movimiento comercial inteligente» al distinguirlo de todas las demás cadenas de televisión y por «establecerse aún más como un lugar importante para eventos de música pop de clase mundial». Se predijo que sería el programa de mayor audiencia de HBO desde el combate de boxeo de Mike Tyson y Frank Bruno, que se transmitió en febrero de 1989. Anunciado como «la estrella pop número uno de Estados Unidos en una presentación en vivo vía satélite de uno de los eventos de música pop más importantes del verano», el estreno ocurrió el mismo día que el último concierto de la gira, el 5 de agosto, desde las 9 hasta las 11 p. m. (EDT), aunque salió al aire varias horas después de la presentación y solo se mostró por televisión una vez. Sumado a ello, la cadena de radio Westwood One realizó una transmisión simultánea del especial. Se utilizaron dieciséis cámaras, algunas desde helicópteros, para filmar el concierto completo; por los derechos de la transmisión, Madonna recibió un millón de dólares. El especial obtuvo una cuota de pantalla de 21.5/31 y atrajo a 4.3 millones de espectadores estadounidenses, por lo que superó a toda la competencia de HBO y se convirtió tanto en el evento no deportivo como en el programa original de mayor audiencia en la historia del canal, a la vez que Madonna alcanzó su mayor audiencia televisiva en el país. Además de HBO, también se filmaron y transmitieron otros conciertos de la gira: una de las fechas de Yokohama se grabó y estrenó exclusivamente en Japón bajo el título Blond Ambition - Japan Tour 90, que posteriormente salió a la venta en Laserdisc en julio de 1990; ese mismo mes, uno de los espectáculos en el estadio de Wembley de Londres fue transmitido por la BBC Radio 1, lo que generó protestas por el lenguaje soez que utilizó Madonna; y la cadena española TVE transmitió el concierto de Barcelona en treinta países el 1 de agosto.
En diciembre de 1990, Pioneer Artists publicó Blond Ambition World Tour Live exclusivamente en Laserdisc, a un precio de 29.95 USD; incluyó dos caras y tuvo una duración de casi 120 minutos. Pioneer publicitó el lanzamiento dentro de su campaña «Light Years Ahead», que promocionaba el hardware audiovisual y el software láser de la discográfica. La producción del videoálbum estuvo a cargo de Tony Eaton, mientras que la dirección de David Mallet y Mark «Aldo» Miceli. Steven Galloway, presidente de la compañía, mencionó que la idea de lanzarlo en Laserdisc surgió cuando la compañía confirmó que sería el patrocinador oficial de la gira, sumado a que quería aprovechar la popularidad de la intérprete para aumentar las ventas de este formato y llegar a un sector demográfico de entre 18 y 35 años. Galloway profundizó: «Tener el lanzamiento exclusivamente en Laserdisc será un movimiento extraordinario de su parte. Teníamos un grupo demográfico de alto nivel, principalmente masculino, y sentimos que era el momento adecuado para comenzar a llegar a un público nuevo, un consumidor más joven». Robert Hilburn de Los Angeles Times lo llamó «un movimiento prácticamente sin precedentes en la industria del vídeo», mientras que Billboard «el triunfo de marketing del año». Se informó que las ventas de Laserdisc habían aumentado un 285 % durante los últimos seis meses, por tal razón, el concierto estuvo disponible solo en ese formato por un año, desde diciembre de 1990 hasta diciembre de 1991, cuando finalmente saldría al mercado en VHS; Galloway señaló que ello ayudaría a que creciera el mercado de Laserdisc y traería «mucho reconocimiento al negocio». Sin embargo, para marzo de 1992, los derechos exclusivos de Pioneer habían expirado y aún se esperaba un lanzamiento en VHS que atrajera «más la atención al programa». Poco más de diez años después, en noviembre de 2002 la entonces representante de Madonna, Caresse Henry, anunció que se estaba preparando un DVD del concierto, cuya versión en Laserdisc ya se había agotado años atrás, pero nunca se dio una fecha de lanzamiento.

## Recepción

### Crítica
Ty Burr de Entertainment Weekly lo calificó con una «A» y manifestó que capturó «mucho mejor» el concierto que el documental Madonna: Truth or Dare, «debido a que es un Laserdisc con sonido digital, [por lo que] la música se recrea con sorprendente fidelidad. Más importante aún, obtienes este espectáculo de dos horas como debe ser: ininterrumpido y extravagante». Elogió las «asombrosas producciones de baile gimnásticas» de «Where's the Party» (1986) y «Like a Prayer» (1989), así como la «extravagancia teatral» de «Like a Virgin» (1984). El sitio web Allmusic le otorgó tres estrellas de cinco como calificación. En su reseña al especial televisivo, un editor de Los Angeles Daily News lo consideró un espectáculo «aburrido y mal producido» que mostró las «limitaciones vocales de la cantante». El autor lamentó que los conciertos de la gira aclamados por la crítica no se tradujeran en una experiencia televisiva virtuosa y criticó la edición por enfocarse «demasiado» en la reacción del público: «Los segmentos que habían resonado con conmoción en un escenario en vivo se volvieron pesados por los ángulos de las cámaras, que distraían y arruinaban la continuidad del concierto». Sobre este último punto, citó el segmento «insoportablemente largo» de Dick Tracy y las presentaciones de «Like a Prayer», «Live to Tell» (1986) y «Oh Father» (1989), a las que describió como «una mezcolanza de baile interpretativo cargada de simbolismo y una voz ronca de Madonna».
Robert Hilburn de Los Angeles Times comentó que el vídeo ofrecía «mucha más vitalidad y encanto del espectáculo en sí que el especial de HBO» y añadió que muestra que Madonna «no es solo una estratega magistral del pop, sino que tambíén es alguien con considerable imaginación y talento. No es una gran cantante ni compositora, pero infunde su música y sus conciertos con un sentido de personalidad, espíritu y, sí, ideas». El autor finalizó que, si bien algunas partes de Blond Ambition eran «bobas», la mayoría eran «ingeniosas y atractivas, lo que lo convierte en un paquete especialmente cautivador». Blond Ambition World Tour Live le valió a Madonna el primer premio Grammy de su carrera tras ganar la categoría mejor vídeo musical de formato largo en la 34.° entrega, celebrada en febrero de 1992; además de la cantante, el premio fue entregado al productor Tony Eaton y a los directores David Mallet y Mark «Aldo» Miceli. Chris McGowan de Billboard señaló que la victoria había sido «una novedad en la industria de los Laserdiscs»; al respecto, Galloway expresó: «No podríamos estar más emocionados. [...] Qué fantástica sorpresa fue la nominación. Y ahora estar en el círculo de ganadores es extraordinario. Con suerte, traerá un nivel aún mayor de conciencia y atención al formato de Laserdisc y, en particular, a los vídeos musicales en ese formato».

### Comercial
Blond Ambition World Tour Live debutó en la cuarta posición de la lista Top Videodisc Sales de Billboard el 19 de enero de 1991 bajo el título Madonna: Blonde Ambition; dos semanas después, ascendió al segundo lugar por detrás de la película La caza del Octubre Rojo, protagonizada por Sean Connery y Alec Baldwin. En mayo de ese año, Pioneer Artists solicitó a la Recording Industry Association of America (RIAA) una certificación de disco de oro para el material, en representación por 25 000 unidades vendidas, según los estándares anteriores al 1 de abril. Permaneció un total de 33 semanas, cuando hizo su última aparición en el vigésimo cuarto lugar en la edición del 31 de agosto, y finalizó en el sexto puesto de la lista anual de 1991. Para finales de julio, había distribuido 40 000 copias en todo el mundo, cifra que ascendió a 60 000 para mayo de 1992 solo en Estados Unidos, por lo que se convirtió en el vídeo musical en formato Laserdisc más vendido en el país. Dos años después, en octubre de 1994, había superado las 100 000 unidades y obtuvo una designación de «cinco estrellas» por la Laser Disc Association (LDA). En Reino Unido, el vídeo vendió 1000 copias para marzo de 1992. En septiembre de 2013, una versión no oficial del concierto con el título Blond Ambition Tour 1990 ingresó en la decimoséptima posición de la lista Veckolista DVD Album en Suecia.

## Lista de canciones
| Lado 1 |                              |                                     |          |  |
| N.º    | Título                       | Escritor(es)                        | Duración |  |
| 1.     | «Express Yourself»           | Madonna Stephen Bray                | 7:53     |  |
| 2.     | «Open Your Heart»            | Madonna Gardner Cole Peter Rafelson | 4:33     |  |
| 3.     | «Causing a Commotion»        | Madonna Bray                        | 4:10     |  |
| 4.     | «Where's the Party»          | Madonna Bray Patrick Leonard        | 5:18     |  |
| 5.     | «Like a Virgin»              | Tom Kelly Billy Steinberg           | 5:10     |  |
| 6.     | «Like a Prayer»              | Madonna Leonard                     | 7:47     |  |
| 7.     | «Live to Tell» / «Oh Father» | Madonna Leonard                     | 5:51     |  |
| 8.     | «Papa Don't Preach»          | Brian Elliot Madonna                | 4:46     |  |
| 9.     | «Sooner or Later»            | Stephen Sondheim                    | 3:33     |  |
| 10.    | «Hanky Panky»                | Madonna Leonard                     | 3:56     |  |
| 57:50  |                              |                                     |          |  |

| Lado 2 |                         |                                                 |          |  |
| N.º    | Título                  | Escritor(es)                                    | Duración |  |
| 1.     | «Now I'm Following You» | Andy Paley Jeff Lass Ned Claflin Jonathan Paley | 7:09     |  |
| 2.     | «Material Girl»         | Peter Brown Robert Rans                         | 4:35     |  |
| 3.     | «Cherish»               | Madonna Leonard                                 | 6:45     |  |
| 4.     | «Into the Groove»       | Madonna Bray                                    | 8:11     |  |
| 5.     | «Vogue»                 | Madonna Shep Pettibone                          | 7:48     |  |
| 6.     | «Holiday»               | Curtis Hudson Lisa Stevens                      | 7:22     |  |
| 7.     | «Family Affair»         | Sylvester Stewart                               | 2:33     |  |
| 8.     | «Keep It Together»      | Madonna Bray                                    | 13:06    |  |
| 54:10  |                         |                                                 |          |  |

## Posicionamiento en listas
| País (Lista 1991-2013)               | Posición más alta |
| ------------------------------------ | ----------------- |
| Estados Unidos (Top Laserdisc Sales) | 2                 |
| Suecia (Veckolista DVD Album)        | 17                |

| País (Lista 1991)                    | Posición |
| ------------------------------------ | -------- |
| Estados Unidos (Top Laserdisc Sales) | 6        |

## Ventas
| Región         | Certificación | Ventas  |
| -------------- | ------------- | ------- |
| Estados Unidos | —             | 100 000 |
| Reino Unido    | —             | 1000    |

## Créditos y personal
Créditos adaptados de las notas de Blond Ambition World Tour Live.
Músicos
- Madonna: voz
- Donna De Lory: coros
- Niki Harris: coros
- Jonathan Moffet: batería
- David Williams: guitarra
- Luis Conte: percusión
- Darryl Jones: bajo
- Kevin Kendrics: teclado
- Jai Winding: teclado
- Mike McKnight: teclado

Coreografía y bailarines
- Vincent Paterson: coreógrafo, codirector
- Donna De Lory: bailarina
- Niki Harris: bailarina
- Luis Camacho: bailarín
- Oliver Crumes: bailarín
- Salim «Slam» Gauwloos: bailarín
- Jose Gutierez Xtravaganza: bailarín
- Kevin Stea: bailarín
- Gabriel Trupin: bailarín
- Carlton Wilborn: bailarín

Equipo técnico
- Freddy DeMann: mánager, productor ejecutivo
- Tony Eaton: producción
- David Mallet: dirección
- Mark «Aldo» Miceli: codirección
- Mitchell Sinoway: edición
- Christopher Ciccone: dirección de arte
- Jai Winding: director musical
- Chris Lamb: dirección de producción
- Liz Rosenberg: publicista